# Bahnradsport-Weltmeisterschaften 1985
Die Bahnradsport-Weltmeisterschaften 1985 fanden im August 1985 in Bassano del Grappa, in Venetien (Italien), statt.
14 Entscheidungen standen auf dem Programm, zwölf für Männer (fünf für Profis, sieben für Amateure), zwei für Frauen.

## Resultate

### Frauen
| Disziplin                | Platz | Land               | Athlet                  |
| ------------------------ | ----- | ------------------ | ----------------------- |
| Sprint                   | 1     | Frankreich         | Isabelle Nicoloso       |
|                          | 2     | Vereinigte Staaten | Connie Paraskevin       |
|                          | 3     | Sowjetunion        | Natalya Kruchelnitskaya |
| Einerverfolgung (3000 m) | 1     | Vereinigte Staaten | Rebecca Twigg           |
|                          | 2     | Frankreich         | Jeannie Longo           |
|                          | 3     | Vereinigte Staaten | Margaret Maas           |

### Männer

#### Profis
| Disziplin            | Platz | Land                 | Athlet                                  |  |
| -------------------- | ----- | -------------------- | --------------------------------------- |  |
| Sprint               | 1     | Japan                | Koichi Nakano                           |  |
|                      | 2     | Japan                | Yoshiyuki Matsueda                      |  |
|                      | 3     | Italien              | Ottavio Dazzan                          |  |
| Keirin               | 1     | Schweiz              | Urs Freuler                             |  |
|                      | 2     | Italien              | Ottavio Dazzan                          |  |
|                      | 3     | BR Deutschland Japan | Dieter Giebken Masamitsu Takizawa       |  |
| Einerverfolgung      | 1     | Dänemark             | Hans-Henrik Ørsted                      |  |
|                      | 2     | Großbritannien       | Tony Doyle                              |  |
|                      | 3     | BR Deutschland       | Gregor Braun                            |  |
| Punktefahren (50 km) | 1     | Schweiz              | Urs Freuler                             |  |
|                      | 2     | Schweiz              | Hans Ledermann                          |  |
|                      | 3     | Italien              | Stefano Allocchio                       |  |
| Steherrennen         | 1     | Italien              | Bruno Vicino (hinter Domenico De Lillo) |  |
|                      | 2     | Australien           | Danny Clark (hinter Norbert Koch)       |  |
|                      | 3     | BR Deutschland       | Werner Betz (hinter Dieter Durst)       |  |

#### Amateure
| Disziplin                      | Platz | Land                            | Athlet                                                                  |
| ------------------------------ | ----- | ------------------------------- | ----------------------------------------------------------------------- |
| Sprint                         | 1     | Deutsche Demokratische Republik | Lutz Heßlich                                                            |
|                                | 2     | Deutsche Demokratische Republik | Michael Hübner                                                          |
|                                | 3     | Deutsche Demokratische Republik | Ralf Kuschy                                                             |
| Zeitfahren (1000 m)            | 1     | Deutsche Demokratische Republik | Jens Glücklich                                                          |
|                                | 2     | Frankreich                      | Philippe Boyer                                                          |
|                                | 3     | Australien                      | Martin Vinnicombe                                                       |
| Tandem                         | 1     | Tschechoslowakei                | Vítězslav Vobořil/Roman Řehounek                                        |
|                                | 2     | Vereinigte Staaten              | Nelson Vails/Leslie Barczewski                                          |
|                                | 3     | BR Deutschland                  | Sascha Wallscheid/Frank Weber                                           |
| Einerverfolgung (4000 m)       | 1     | Sowjetunion                     | Wjatscheslaw Jekimow                                                    |
|                                | 2     | Sowjetunion                     | Gintautas Umaras                                                        |
|                                | 3     | BR Deutschland                  | Roland Günther                                                          |
| Mannschaftsverfolgung (4000 m) | 1     | Italien                         | Roberto Amadio/Massimo Brunelli/ Gianpaolo Grisandi/Silvio Martinello   |
|                                | 2     | Polen                           | Ryszard Dawidowicz/Marian Turowski/ Leszek Stępniewski/Andrzej Sikorski |
|                                | 3     | Sowjetunion                     | Wjatscheslaw Jekimow/Alexander Krasnow/ Marat Ganejew/Wassili Schpundow |
| Punktefahren (50 km)           | 1     | Tschechien                      | Martin Penc                                                             |
|                                | 2     | Schweiz                         | Philippe Grivel                                                         |
|                                | 3     | Dänemark                        | Dan Frost                                                               |
| Steherrennen (50 km)           | 1     | Italien                         | Roberto Dotti (hinter Domenico De Lillo)                                |
|                                | 2     | Österreich                      | Roland Königshofer (hinter Karl Igl)                                    |
|                                | 3     | Italien                         | Mario Gentili (hinter Walter Corradin)                                  |

## Medaillenspiegel
|    | Nation                          |   |   |   | Gesamt |
| -- | ------------------------------- | - | - | - | ------ |
| 1  | Italien                         | 3 | 1 | 3 | 7      |
| 2  | Schweiz                         | 2 | 2 |   | 4      |
| 3  | Deutsche Demokratische Republik | 2 | 1 | 1 | 4      |
| 4  | Tschechien                      | 2 |   |   | 2      |
| 5  | Vereinigte Staaten              | 1 | 2 | 1 | 4      |
| 6  | Frankreich                      | 1 | 2 |   | 3      |
| 7  | Sowjetunion                     | 1 | 1 | 2 | 4      |
| 8  | Japan                           | 1 | 1 | 1 | 3      |
| 9  | Dänemark                        | 1 |   | 1 | 2      |
| 10 | Australien                      |   | 2 | 1 | 3      |
| 11 | Polen                           |   | 1 |   | 1      |
| 11 | Österreich                      |   | 1 |   | 1      |
| 13 | BR Deutschland                  |   |   | 5 | 5      |